# Акорнери Инфериоре (Асти)
Акорнери Инфериоре (итал. Accorneri Inferiore) је насеље у Италији у округу Асти, региону Пијемонт.
Према процени из 2011. у насељу је живело 108 становника. Насеље се налази на надморској висини од 143 м.